# Sojoez TM-2
Sojoez TM-2 (Russisch: Союз ТМ-2) was de tweede expeditie naar het ruimtestation Mir.

## Bemanning
Gelanceerd :
- Joeri Romanenko (3)
- Aleksandr Lavejkin (1)

Geland:
- Aleksandr Viktorenko (1)
- Aleksandr Lavejkin (1)
- Muhammed Faris (1) - Syrië

Tussen haakjes staat het aantal ruimtevluchten dat die astronaut gevlogen zal hebben na Sojoez TM-2.

## Parameters
- Massa: 7100 kg
- Perigeum: 341 km
- Apogeum: 365 km
- Glooiingshoek: 51.6°
- Omlooptijd: 91,6 min